# Volkslied
Das Volkslied ist ein Lied, das die weitestmögliche Verbreitung in einer sozialen Gruppe und durch diese findet. Volkslieder lassen sich nach musikalischen, sprachlichen, gesellschaftlichen und historischen Merkmalen unterscheiden. Gemeinsame Sprache, Kultur und Traditionen kennzeichnen sie. Regionale Varianten bei Text und Melodie sind möglich.

## Begriff
Johann Gottfried Herder prägte 1773 den Begriff Volkslied und führte ihn in die deutsche Sprache ein. In einem Briefwechsel über Oßian und die Lieder alter Völker wird der Begriff erstmals von ihm verwendet, in übersetzender Anlehnung an Thomas Percys popular song. Der Begriff Volkslied hatte zunächst einen weiteren Bedeutungsumfang als heute. Er bezeichnete nicht nur die lyrische Gattung, deren Kennzeichen leichte Sangbarkeit, Herkunft aus dem Volk und Anonymität sind, sondern meinte vor allem eine damals neue, volksnahe Auffassung von lyrischer Dichtung generell, die sich gegen die Künstlichkeit der Poesie im Zeitalter des Barock und Rokoko absetzte, welche auf gelehrtem Wissen und verfeinerter Bildung beruhte. Poesie sei vielmehr göttlichen Ursprungs, nach Hamann „die Muttersprache des menschlichen Geschlechts“, welche sich durch natürliche Unmittelbarkeit äußere.
Volkslieder behandeln überwiegend konkrete, wiederkehrende oder alltägliche Situationen, Begebenheiten und Stimmungen des täglichen Lebens. Dabei kann sich die Lyrik von der „gewöhnlichen und rauen Wirklichkeit“, von Freude und Frohsinn, Liebe und Tod, Abschied und Reise, Fremde und Sehnsucht entfernen und sich in einer idealisierten Art und Form zeigen, zum Beispiel bei der Darstellung idyllischer Naturbilder oder einer tragischen Liebe zwischen Prinz und Prinzessin. Volkslieder können unterschiedliche Funktionen erfüllen – etwa in Form des Arbeitsliedes (die Arbeit begleitend) oder Ständeliedes (Arbeitsbereiche oder Berufe charakterisierend) oder Hochzeitsliedes (etwa Braut und Bräutigam beglückwünschend oder auf den „heiligen Bund“ moralisch hinweisend).
Die zahlreichen „Gattungen“ spiegeln das inhaltliche und thematische Spektrum: Liebes-, Hochzeits-, Trink-, Kinder- und Wiegenlied, Geburtstagslied, Arbeits-, Tanz-, Arbeiter-, Studenten-, Soldaten- und Seemannslieder; ferner berufsständische, an religiösen Festen orientierte Lieder, Heimat-, Fahrten-, Jagd- und Wanderlieder, Almlieder, an Tageszeiten orientierte Morgen- und Abendlieder, Jahreszeiten-, Abschiedslieder, Scherz- und Spottlieder. Das traditionelle Lied erzählenden Inhalts in dramatischer Darstellungsform ist die Volksballade.
Abzugrenzen ist das Volkslied von der volkstümlichen Musik, die überwiegend in die Kategorie Schlager fällt.

### Volkslied als Volksmusik
Volksmusik ist ein Sammelbegriff, der nicht auf eine konkrete Musikform, sondern auf eine Musikpraxis innerhalb bestimmter gesellschaftlicher Kontexte weist. Auch kann kaum von abgrenzbaren Stilistiken innerhalb der Volksmusik gesprochen werden, sondern eher von Typiken, da Volksmusik keinen diskurshaften Normierungen und keiner schriftlichen Fixierung unterliegt, wie etwa die abendländische Kunstmusik. Für Johann Gottfried Herder stand der literarisch-poetologische Aspekt im Vordergrund der von ihm gesammelten Lieder und Gedichte zum Teil bekannter Autoren, die er oftmals ohne Namensnennung unter dem Titel „Volkslieder“ 1778 veröffentlichte. Als „Volksgesang“ bezeichnete Georg Gottfried Gervinus das Vortragen vorwiegend durch Laien aus der lokalen Bevölkerung.
Eine eindeutige, klar abzugrenzende Fassung der Begrifflichkeiten „Volksmusik/Volkslied“ ist schwierig. Volksmusik ist heute ein weitgehend historischer Begriff und kann nur eingeschränkt für die gegenwärtige Musikpraxis gelten. Eine Faustregel besagt, dass Volksmusiktraditionen jeweils da noch am lebendigsten sind, wo ein gewisser Abstand zu modernen technologischen und wirtschaftlichen Strukturen herrscht. Das sind und waren überwiegend ländliche Gebiete. In Europa betrifft das Regionen, die als die Peripherien zum hochentwickelten, zum Teil hochindustrialisierten Kernland gelten können, wie etwa Teile Osteuropas. In Deutschland nimmt eine gewisse Ausnahmestellung diesbezüglich der süddeutsche und alpenländische Raum ein.
Nach einer historischen Definition von Hugo Riemann 1882 ist ein Volkslied „ein Lied, das im Volk entstanden ist (d. h. dessen Dichter und Komponist nicht mehr bekannt sind), oder eins, das in Volksmund übergegangen ist, oder endlich eins, das ‚volksmäßig‘, d. h. schlicht und leichtfaßlich in Melodie und Harmonie, komponiert ist“.
Nach Alfred Götze ist ein Volkslied ein Lied, das „im Gesang der Unterschicht eines Kulturvolks in längerer gedächtnismäßiger Überlieferung und in seinem Stil derart eingebürgert ist oder war, dass, wer es singt, vom individuellen Anrecht eines Urhebers an Wort und Weise nichts empfindet.“ Eine moderne Definition von Tom Kannmacher lautet: „Volkslieder sind im Gedächtnis der Mitglieder einer soziologischen Gruppe allgegenwärtige Medien, die den Strömungen von Tradition, Kulturepochen, Herrschaftsverhältnissen unterworfen sind und somit nie feste Formen annehmen, die man dokumentarisch oder materiell fassen könnte“.
Der gegenwärtig in vielen Medien verbreitete Begriff von „Volksmusik“ gilt im Grunde nur noch als Sparte der Musikindustrie und Medienwelt und zeigt irreale häusliche und ländliche Idyllen auf Ton- und Bildträgern sowie im Fernsehen. Die so medial vermittelten, choreographierten und überstilisierten Darbietungen lassen sich nur schwer von anderen medial vermittelten Musiksparten stichhaltig unterscheiden. Ansatzpunkte für Unterscheidungen wären höchstens, dass verschiedene Zielgruppen anvisiert werden und sich verschiedene optische und „soundbezogene“ Merkmale zeigen. Gerade im letzteren Fall verwischen aber die Grenzen zwischen dem, was gemeinhin als Volksmusik, Schlager, Pop und Rock gilt. Das gilt dann genauso für die durch AV-Medien vermittelte „Volksmusik“ anderer Länder, wofür die noch jüngere markttechnische Bezeichnung „Weltmusik“ gefunden wurde – hier liegt die Indifferenz schon im Begriff selbst.

### Volksliedtitel
Eine unikate Text-Musik-Bindung bei Volksliedern gibt es nicht. Seit dem 19. Jahrhundert kann man aber auf einen gewissermaßen „gefestigten“ Volksliedstamm verweisen, der sich in den gedruckten Liedersammlungen repräsentiert. Aber auch hier gibt es Schwierigkeiten. Einerseits was den Text angeht, andererseits – daraus resultierend – welchen Titel das Lied nun trägt. Dazu kommt, dass Volkslieder aus der Volkssprache entstehen und somit natürlich auch dialektgebunden sind. Für ihre weitere Verbreitung durch gedruckte Sammlungen, wurden sie dann teils auch ins Hochdeutsche oder andere Hochsprachen übersetzt.
In Liedersammlungen kann man häufig beobachten, dass Volkslieder keinen festen Titel haben. So wird der Liedtitel oft schlicht aus dem Beginn des ersten Verses gebildet: z. B.: „Jetzt kommen die lustigen Tage“. Das Lied mit dem Beginn „Ich weiß nicht, was soll es bedeuten“ ist hingegen mit diesem ersten Vers als Titel sowie als Die Lorelei bekannt. So haben Liedersammlungen zuweilen auch zwei Inhaltsverzeichnisse: Eines nach Liedanfängen und eines nach Titeln. Liedanfang und Titel können sich decken, müssen dies aber nicht.

### Schöpferfrage
Auf die Frage, wer die Texte und Melodien von Volksliedern hervorbringt, ist aus  volkskundlicher Sicht keine endgültige Antwort möglich. Dadurch, dass Volksmusik zunächst durch fortwährende gesangliche Tradition, das heißt über Gehör und Nachahmung weitergegeben wurde, befand sie sich in einem steten Prozess der Variation und Neuschöpfung. Wichtiger als die Ursprungsfrage erscheinen etwa Braun daher die Aufnahme und Weiterverbreitung und damit die Enkulturation oder Einbettung in die eine jeweilige Gemeinschaft betreffenden kulturellen Ausdrucksformen. Dabei kann eine Ursprungsmelodie durchaus eine aus der Musik des Bürgertums sein, z. B. eine einprägsame Operettenmelodie. Béla Bartók hat so etwas bei seinen ausgedehnten Forschungen über das ungarische Volkslied festgestellt und spricht hier von Nachahmungstrieben, die einem sehnsüchtigen Aufschauen zur Kultur gesellschaftlich höherstehender Schichten zuzuschreiben sei.

## Kennzeichen
Im Laufe der Sammlung und der Erforschung von Volksliedern wurden folgende Merkmale des Volkslieds herausgestellt:
- seine Herkunft aus dem Volk als einer durch Merkmale wie Muttersprache, Herkunft und kultureller Identität geprägten Volksgruppe;
- damit verbunden die Anonymität seiner Schöpfer, ein Werkbegriff wie beim Kunstlied ist unangemessen;
- seine leichte Sangbarkeit befördert Gemeinschaften eher als Vereinzelung;
- seiner weiten Verbreitung – durch zunächst mündliche Tradierung entstanden – entspricht
- seine Variabilität durch “Umsingen” hinsichtlich Text und Melodie, wie Form und Gestalt nach kulturell oder regional typischen Ausprägungen.

### Musikpraxis
In seinen innermusikalischen Merkmalen lässt sich das Volkslied als Substrat oder bewahrte Urform des Kunstliedes betrachten. Für die Bezeichnung Substrat spricht der obengenannte Anstoß durch die Kunstmusik. Für die Bezeichnung Urform spricht, dass das Volkslied zumeist in seiner tonalen Sprache und Formgebung ein Stadium zeigt, welches die Kunstmusik zu einem jeweiligen Zeitpunkt bereits überdauert hat. Dies zeigt sich etwa in
- Skalen geringen Tonvorrates (Pentatonik oder geringer),
- vor allem in Liedern ein geringer Ambitus
- simple Melodiezeilenform oder gar eine
- in metrisch/rhythmischer Hinsicht freie Gestaltung. Darin ist das Volkslied aber als Vortragskunst Ausdruck einer gesellschaftlichen Gruppe und ihres für einen Zeitpunkt und sozialer Entwicklungsstufe kennzeichnenden lyrischen und musikalischen Horizontes und Kommunikationsbedürfnisses.

### Abgrenzung zum Kunstlied
Das Volkslied lässt sich dahingehend zum Kunstlied abgrenzen, dass eine unikate Text-Musik-Bindung nicht zwingend ist. Feldforschungen von Musikethnologen wie auch Aufzeichnungen von Komponisten haben erwiesen, dass bereits gehörte Melodien mit verschiedenen Texten auftauchen, die auch thematisch grundverschieden sein können. Ebenso sind die Singgewohnheiten situationsabhängig oder abhängig vom jeweiligen Vermögen des Sängers. Auch im Formempfinden gibt es große Variabilität; häufig abweichend von dem, was wir als durchkomponiertes Kunstlied kennen. Der Vortrag eines Liedes kann bereits beim unmittelbar wiederholten Singen stark von der „ersten Version“ abweichen, bleibt im Sinne des Vortragenden aber dasselbe Lied. Andererseits werden auch bloße Perspektivenwechsel in der Erzählstruktur eines Liedes (-textes), bei nahezu gleichbleibendem musikalischen Material und musikalischer Formung vom Vortragenden mitunter als verschiedene Lieder angesehen. Auch ein ‚Umsingen’, den stimmlichen Möglichkeiten eines Sängers/-in entsprechend, ist vielfach beobachtet worden (Oktavversetzung, wenn ein Ton in Höhe oder Tiefe nicht erreicht wird).

### Gegenseitige Beeinflussung
Auch gegenseitige Beeinflussungen, Emigration sind auszumachen. Innerhalb Europas lassen sich aber Parallelen in der Musik geographisch getrennt liegender Völker feststellen. Das betrifft vor allem tonräumliche und formale Gestaltungsweisen. In den Volksmusikforschungen Bartóks ist dieses Phänomen ein zentrales Ergebnis.
Nationale und staatengebundene Besitzansprüche an Volksmusik, gar mit qualitativen Hervorhebungen oder Reinheitsansprüchen, sind somit absurd. Die unten erwähnte Wanderung einer Melodie durch verschiedene Regionen und ihre Wandelungen vom Volkslied zum Thema eines Streichquartettsatzes von Haydn und weiter zur Deutschen Nationalhymne ist beredtes Beispiel dafür.

## Forschungsgeschichte
Bereits in den Anfängen der Germanistik beschäftigten Wissenschaftler sich mit dem Sammeln von Volksmärchen und Volksliedern. Schwieriger ist es bei der musikalischen Überlieferung. Dass heute historische Volksmusik zugänglich ist, ist vor allem der Musikethnologie zu verdanken. Dieser Strang der Musikwissenschaft ist noch relativ jung und fand seine erste Blütezeit um die Wende vom 19. zum 20. Jahrhundert. Forscher wie Béla Vikár, Zoltán Kodály, Béla Bartók, Erich von Hornbostel, Constantin Brăiloiu, um nur einige zu nennen, waren die ersten, welche mit wissenschaftlichem Anspruch bemüht waren, Musik dem Volk direkt ‚abzulauschen‘. Dafür standen ihnen bereits auch technische Möglichkeiten, wie etwa der Edison-Phonograph (nach Thomas Alva Edison), zur Verfügung. Aber auch viele Komponisten fertigten Aufzeichnungen direkt im Volke an. Man weiß das z. B. von Modest Mussorgsky, Ralph Vaughan Williams, Nikolai Rimski-Korsakow oder Percy Grainger. Was dann vorliegt ist ein Notentext, der die zugehörige Musikpraxis nur noch erahnen lässt.
Aus der früheren Geschichte lässt sich nur sehr bruchstückhaft auf die jeweilige Volksmusik schließen. Aus nachvollziehbaren Gründen sind Aufzeichnungen rar: im Volk hat es keiner gemacht und unter Gelehrten bestand wohl kaum ein Interesse. Man kann aber annehmen, dass vor allem im Mittelalter die Grenzen zwischen Volksmusik und „Hochkultur“, was im Wesentlichen die kirchliche Musik war, auch noch recht fließend waren. So wurde z. B. wohl immer auch ein Teil der im kirchlichen Rahmen gehörten Musik sozusagen „mit nach draußen“ genommen und dann frei – und vor allem volkssprachlich – umtextiert, umgesungen. Und das auch in frecher und verhöhnender Weise. So ist uns sogar auch einiges, wenn zumeist auch „nur“ Texte, in Quellen wie dem Lochamer-Liederbuch, der Jenaer Liederhandschrift oder den Carmina Burana erhalten geblieben. Was die Musikpraxis angeht, kann man jedoch nur aus bildlichen Darstellungen Schlüsse ziehen, vor allem auf die Verwendung von Instrumenten, die aus der liturgischen Musikpraxis weitgehend ausgeschlossen waren (insbesondere Blasinstrumente). Recht berühmt ist auch der Reisebericht des Giraldus Cambrensis (1147–1223), der von volksläufigen Musizierpraxen in Irland und Wales erzählt.

### Deutschlandlied
Manchmal gehen die Volkslied-Melodien in andere Musikgattungen über. So wird aus dem altböhmischen Prozessionslied Ubi est spes mea? („Wo ist meine Hoffnung?“) zunächst im 16. Jahrhundert der Choral Mein lieber Herr ich preise dich!. Gut 200 Jahre später formte Joseph Haydn 1797 hieraus die Melodie zur österreichischen Kaiserhymne Gott erhalte Franz, den Kaiser. Haydn selbst löst diese Melodie wieder vom Text und macht sie zum Zentrum des „Kaiserquartetts“ (op. 76 Nr. 3). Ferner taucht die Melodie in Varianten und mit wechselndem Text im kroatischen Raum als Volkslied auf. Ob es hier Wechselbeziehungen zwischen Haydn und der Volksmelodie gab – und wenn ja, welcher Art sie waren – ist unklar. 1841 dichtete Hoffmann von Fallersleben zu Haydns Melodie die Verse des Deutschlandliedes. Seit 1922 wird es offiziell als deutsche Nationalhymne verwendet. Aus dem alten böhmischen Prozessionslied heraus hat sich ebenfalls der weit bekannte deutsche Kanon O wie wohl ist mir am Abend entwickelt.

### Volksliedforscher und Volksliedkompilatoren
- Paul Arma
- Béla Bartók
- Rolf Wilhelm Brednich
- Albert Brosch
- Walter Deutsch
- Franz Wilhelm von Ditfurth
- Tumasch Dolf
- Ernst Duis
- Ludwig Erk
- Wastl Fanderl
- Alfred Leonz Gassmann
- Sepp Gregor
- Otto Holzapfel
- Hanns In der Gand
- Erich von Hornbostel
- Ernst Klusen
- Zoltán Kodály
- Hermann Krome
- Rochus Freiherr von Liliencron
- John Meier
- Elizabeth Mincoff-Marriage
- Christian Nützel
- Tobias Reiser
- Erich Seemann
- Cecil James Sharp
- Wolfgang Steinitz
- Wolfgang Suppan
- Alfred Völkel
- Otto von Greyerz
- Walter Wiora
- Erwin Zachmeier
- Viktor Zack

### Volksliedsammlungen
Mit Herder begann auch das sogenannte „zweite Dasein“ des Volksliedes, das nun in Volksliedsammlungen niedergeschrieben und damit kodifiziert wurde. Diese überwiegend mit Texten ohne musikalische Notation wiedergebenden Sammlungen können heute vor allem literatur- und gesellschaftswissenschaftliche Interessen bedienen, aber genauso als Quelle der Volksmusikpflege gelten. Die ersten Volksliedsammlungen entsprachen der romantischen Idealisierung. Erst im 20. Jahrhundert wurde damit begonnen, die Sammlung von Volksliedern auf Grund wissenschaftlicher Kriterien anzulegen.
Einen interessanten Sonderfall bieten handschriftliche Liedaufzeichnungen. Eine Analyse von 65 Handschriften aus dem 19. Jahrhundert (Sammlung John Meier, Deutsches Volksliedarchiv Freiburg) verdeutlicht verschiedene Funktionen von Liedern und Liedsammlungen. Die Liedhandschrift ist ein „Sprachgebilde, das verschiedene, jeweils mit bestimmten Kulturfunktionen verbundene Ausdrucksstufen annehmen kann.“ Sie ist ein Zeugnis der Semioralität, an dem sich Rezeptionsprozesse kultureller Werte und Normen aufzeigen lassen. Die Handschriften stammen aus dem Elsass und aus Lothringen und werden in drei Typen unterschieden. Die Handschrift des François Juving von 1848 ist beispielsweise dem persönlichen Typus zuzuordnen. An seiner Liedauswahl lassen sich Alltag und Lebensweg des Autors verfolgen. Auch Probleme, Enttäuschungen und Hoffnungen oder Problembewältigung werden am Inhalt der gewählten Lieder sichtbar, wie in der Handschrift der Marie Feigenspann (1867). Solche Aufzeichnungen haben die Funktion eines Selbstgesprächs und der Identitätsarbeit, in dem sich Schreiber mit den zu erfüllenden Rollen und Verhaltensnormen auseinandersetzen. Der kommunikative Typus wurde hingegen gezielt für den bzw. im zwischenmenschlichen Kontakt angelegt. Die Liedaufzeichnungen spiegeln die Sozialisationswege ihrer Autoren wider und zeichnen sich durch kreative Textmodifikationen aus, durch die eigene Meinungen kommuniziert wurden. An den Liedern des Franz Lang von 1830 lässt sich sein Lebensweg vom Junggesellen bis zum Familienvater verfolgen und die untypische Auswahl der Henriette Steiner (1900–1918) dokumentiert vor dem Hintergrund der historischen Situation den Ausbruch einer Frau aus dem damals üblichen Rollenverhalten. Der anonyme Typus schließlich ist als Ausschnitt des in seiner Zeit anerkannten und für erstrebenswert erachteten Liedschatzes zu betrachten, es sind Kollektionen, die die bürgerliche Allgemeinbildung ihrer Autoren dokumentieren. Das Repertoire entspricht daher dem der damals erhältlichen gedruckten Liedsammlungen. Es handelt sich um eine passive Liedrezeption, während die beiden ersten Typen eine aktive Liedaneignung dokumentieren. Wie die Analysen der Liedtextmodifikationen dieser beiden Handschriftentypen zeigen, wird kollektives Wissen reflektiert: Geschichtsbilder werden analysiert, Vorurteile werden abgebaut, ideologische Werte entwertet und die im Liedgut vermittelten gesellschaftlichen Verhaltens- und Denkweisen überdacht.
Deutsche Volkslieder sammelte seit 1914 das Deutsche Volksliedarchiv, das 2014 im Zentrum für Populäre Kultur und Musik der Universität Freiburg aufging. Das Österreichische Volksliedwerk ist seit 1904 für die Sammlung Forschung und Vermittlung von Volksliedern zuständig.
In der Zeit des Nationalsozialismus wurden Volkslieder in völkischer Absicht gepflegt und gesammelt; so entstand etwa eine umfassende Südtiroler Volksliedsammlung, die im Auftrag des SS-Ahnenerbes in den Jahren 1940–1945 erhoben wurde.
Der Volksliedforscher Ernst Klusen sammelte niederrheinische Volkslieder. Seit 1949 sammelte Sepp Gregor europäische und außereuropäische Lieder aus Ländern, in denen europäische Sprachen gesprochen werden. Nach seinem Tode hat diese Aufgabe die Gesellschaft der Klingenden Brücke e. V. in Bonn übernommen.